# 陳澤希
陳澤希（羅馬拼音：Chen Zexi，1992年3月24日—），中國大陸说唱歌手，芒集财子潮流文化集团主理人。曾是男子演唱組合X玖少年團成員，在團體中擔任舞蹈和Rap擔當。2018年，他參加由愛奇藝製作以嘻哈為主題的網絡綜藝節目《中國新說唱》。

## 演藝經歷

### 1992年至2014年: 早期經歷
出生於湖南省，大學就讀於加拿大卡爾頓大學，所學專業是大眾傳媒，曾為加拿大HAHA娛樂拍攝的開業廣告片。

### 2015年至今: 參加燃燒吧少年、加入X玖少年團正式出道
2015年參加由浙江衛視、天娛傳媒、騰訊視頻還有SM娛樂聯合出品的青少年才藝養成勵志節目，《燃燒吧少年》，在第一期表演歌曲"Oughta Control"被選入舒淇隊伍。
2016年9月24日，X玖少年團推出首張EP《X玖》。同年9月28日，參加X玖少年團出道發布會，並以舞蹈和Rap擔當身份正式出道。
2017年4月2日，和X玖少年團成員在上海體育館舉行首場演唱會。同年4月27日，發行單曲專輯《炫鬥青春》。
2018年2月14日，X玖少年團發行第二張EP《Keep Online (YES版)》。同年，聯同X玖少年團成員出演網絡劇《哦！我的皇帝陛下》。
2020年，陈泽希参加《中国新说唱2020》，并确认退出X玖少年团。

## 粉絲及應援色
陳澤希的粉絲名稱為美猴王、女神，應援色是橙色。

## 音樂作品
有關團體音樂作品，詳情請參閱X玖少年團的音樂作品
| 發行日期       | 歌曲           | 備註                            | 來源   |
| 2017年8月30日  | 1,000,000      | 首支個人單曲 首部個人MV導演作品 | [ 12 ] |
| 2017年10月15日 | 犬系男友       | 與焉栩嘉合唱                    | [ 13 ] |
| 2017年10月15日 | 截拳道         | 與焉栩嘉合唱                    | [ 14 ] |
| 2018年2月13日  | Time Will Heal |                                 | [ 15 ] |

## 現場演出

### 演唱會
有關團體開辦的演唱會，詳情請參閱X玖少年團演唱會列表

## 爭議

### 睡粉絲事件
陳澤希被曝對粉絲坑蒙拐騙，甚至是睡粉絲，但僅為傳言，未經證實。但因此事，引發其退團一說，不過也沒有得到證實。

## 備註
1. ↑  陳澤希僅出席了上海體育館演唱會

## 外部連結
- 陳澤希的新浪微博